# فرودگاه بائوبائو
فرودگاه بائوبائو (به انگلیسی: Baubau Airport) یک فرودگاه با کد یاتا BUW است . این فرودگاه در کشور اندونزی قرار دارد .